# Puigdalba
Puigdalba (oficialmente en catalán: Puigdàlber) es un municipio de la comarca catalana del Alto Panadés. Con una superficie de 0,41 km², es el municipio de menor extensión de Cataluña. 

## Historia
Aparece citado por primera vez en documentos de 1108. En 1195 se cita por primera vez el topónimo de Vives de Puigdàlber. Perteneció a la familia de Ribes.

## Demografía
Puigdalba cuenta con una población de 629 habitantes (INE 2024).
| Gráfica de evolución demográfica de Puigdalba entre 1842 y 2021 |
| |
| Población de derecho según los censos de población del INE. Población de hecho según los censos de población del INE.En estos censos se denominaba Puigdalva: 1842 y 1857. En estos censos se denominaba Puigdalba: 1860, 1877, 1887, 1897, 1900, 1910, 1920, 1930, 1940, 1950, 1960, 1970 y 1981. |

## Cultura
El pueblo está organizado alrededor de la iglesia de Sant Andreu, construida en 1942 en el lugar en el que se encontraba el primitivo templo de estilo gótico.
Puigdalba celebra su fiesta mayor en el mes de diciembre, coincidiendo con la festividad de San Andrés.

## Economía
La principal actividad económica es la agricultura, destacando el cultivo de viña. En la población se fabrican persianas de caña que son exportadas en su mayoría a Francia. 